# سوداگران تردید (کتاب)
سوداگرانِ تردید: چگونه تعدادِ انگشت‌شماری از دانشمندان حقیقت را دربارهٔ مسائلی از دودِ تنباکو گرفته تا گرمایشِ جهانی پنهان کردند کتابی غیرداستانی است از دو تاریخ‌نگارِ علم اهلِ آمریکا، نائومی اورسکز و اریک ام. کانوی، که سالِ ۲۰۱۰ میلادی منتشر شد. این کتاب شباهت‌هایی را که بین جنجال گرمایش جهانی و جنجال‌های قبلی از جمله استعمال دخانیات، باران اسیدی، ددت و سوراخ لایه ازن وجود دارد، مشخص می‌کند. اورِسکز و کانوی می‌نویسند که در هر مورد، «زنده نگه داشتن بحث» با دامن زدن به تردید و سردرگمی پس از دستیابی به اجماع علمی، استراتژی اساسی مخالفان بوده است. به‌طور خاص، آنها نشان می‌دهند که فرد سیتز، فرد سینگر و چند دانشمند مخالف دیگر با اندیشکده‌های محافظه‌کار و شرکت‌های خصوصی متحد شدند تا اجماع علمی در مورد بسیاری از مسائل معاصر را به چالش بکشند.
برخی از موضوعات کتاب مورد انتقاد قرار گرفته‌اند، اما اکثر منتقدان آن را مطلوب ارزیابی کرده‌اند. در سال ۲۰۱۴ از این کتاب فیلمی به نام سوداگری تردید به کارگردانی رابرت کنر ساخته شد.

## محتوا

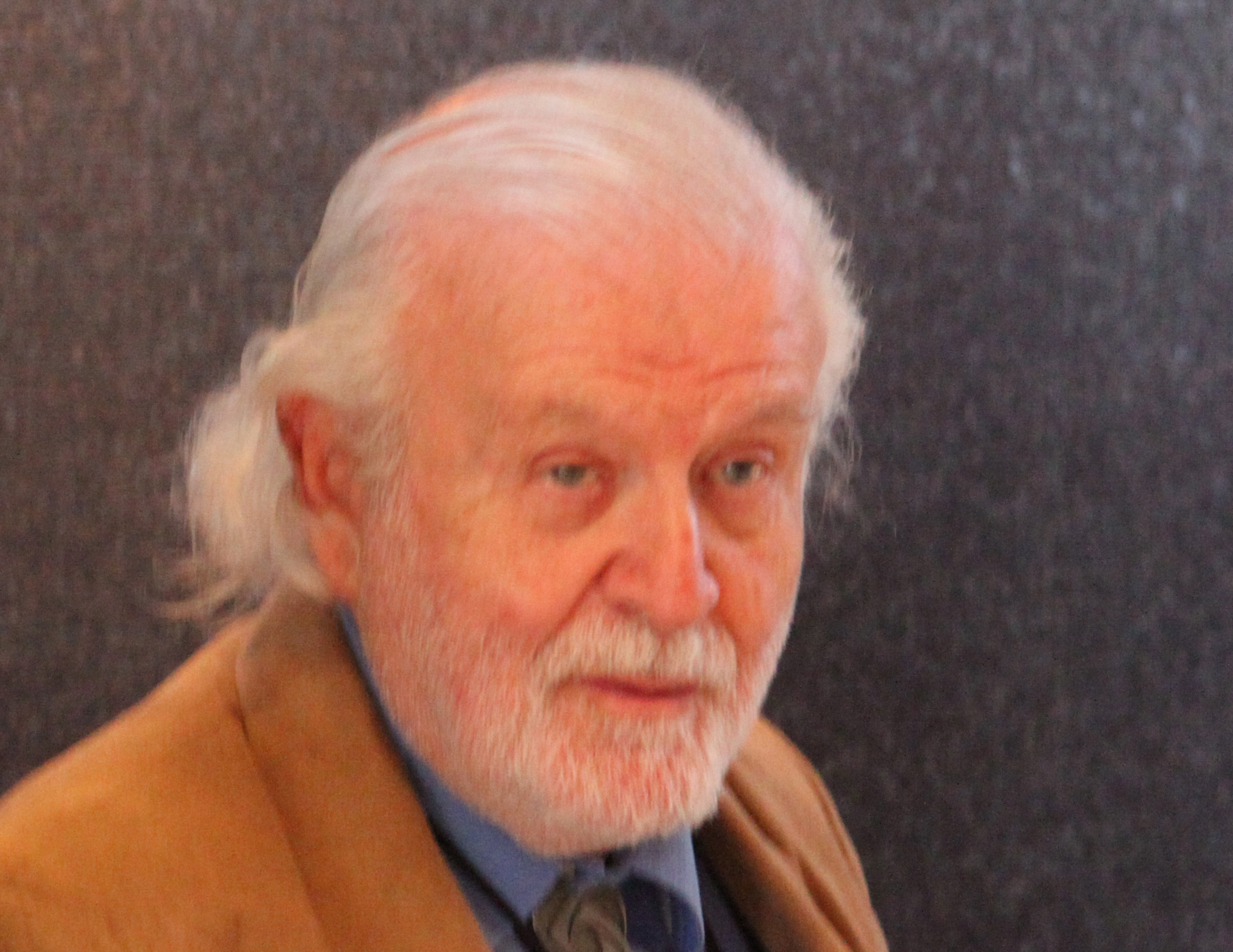
فرد سینگر (۲۰۱۱)، از مخالفان برجستهٔ مقررات مربوط به گازهای گلخانه‌ای

اورسکز و کانوی می‌نویسند که تعداد انگشت‌شماری از دانشمندان محافظه‌کار سیاسی، که پیوندهای محکمی با صنایع خاص دارند، «نقش نامتناسبی در بحث‌های مربوط به سوالات بحث‌برانگیز ایفا کرده‌اند». نویسندگان می‌نویسند که این امر منجر به «مبهم‌سازی عمدی» مسائلی شده است که بر افکار عمومی و سیاست‌گذاری تأثیر گذاشته است.
این کتاب از به اصطلاح «سوداگران تردید»، برخی از بازیگران کلیدی علمی عمدتاً آمریکایی، و در رأس آنها بیل نیرنبرگ، فرد سیتز و فرد سینگر، انتقاد می‌کند. هر سه فیزیکدان هستند: سینگر یک محقق فضایی و ماهواره‌ای بود، در حالی که نیرنبرگ و سایتز روی بمب اتم کار می‌کردند. آنها در موضوعاتی مانند باران اسیدی، استعمال دخانیات، گرمایش جهانی و آفت‌کش‌ها فعال بوده‌اند. این کتاب می‌گوید که این دانشمندان اجماع علمی در زمینه‌های مختلف، از جمله خطرات سیگار کشیدن، اثرات باران اسیدی، وجود «سوراخ لایهٔ ازن» و وجود تغییرات اقلیمی ناشی از فعالیت‌های انسانی را به چالش کشیده و تضعیف کرده‌اند. سیتز و سینگر با مؤسساتی مانند بنیاد هریتیج، مؤسسهٔ کامپتیتیو انترپرایز و مؤسسهٔ جورج سی. مارشال در ایالات متحده همکاری داشته‌اند. این سازمان‌ها که توسط شرکت‌ها و بنیادهای محافظه‌کار تأمین مالی می‌شوند، با بسیاری از اشکال مداخله یا تنظیم مقررات دولتی بر شهروندان آمریکایی مخالفت کرده‌اند. این کتاب در هر مورد تاکتیک‌های مشابهی را فهرست می‌کند: «بی‌اعتبار کردن علم، انتشار اطلاعات نادرست، گسترش سردرگمی و ترویج شک و تردید».
در این کتاب آمده است که سیتز، سینگر، نیرنبرگ و رابرت جاسترو همگی به شدت ضد کمونیست بودند و مقررات دولتی را گامی به سوی سوسیالیسم و کمونیسم می‌دانستند. نویسندگان استدلال می‌کنند که با فروپاشی اتحاد جماهیر شوروی، آنها به دنبال تهدید بزرگ دیگری برای سرمایه‌داری بازار آزاد بودند و آن را در محیط زیست‌گرایی یافتند. آنها می‌ترسیدند که واکنش بیش از حد به مشکلات زیست‌محیطی منجر به مداخلهٔ شدید دولت در بازار و دخالت در زندگی مردم شود. اورسکز و کانوی اظهار می‌کنند که هر چه این تأخیر بیشتر شود، این مشکلات بدتر می‌شوند و احتمال بیشتری وجود دارد که دولت‌ها مجبور به اتخاذ اقدامات سختگیرانه‌ای شوند که محافظه‌کاران و بنیادگرایان بازار بیشترین ترس را از آن دارند. آنها می‌گویند که سیتز، سینگر، نیرنبرگ و جاسترو شواهد علمی را انکار کردند، به استراتژی تأخیر دامن زدند و از این طریق به ایجاد وضعیتی که از آن بسیار وحشت داشتند، کمک کردند. نویسندگان در مورد توانایی رسانه‌ها در تمایز قائل شدن بین حقیقت کاذب و علم واقعی مورد بحث، تردید جدی دارند؛ با این حال، آنها از تأیید سانسور به نام علم خودداری می‌کنند. به گفته نویسندگان، هنجار روزنامه‌نگاریِ گزارش متوازن تضعیف شده است تا پیام‌های گمراه‌کنندهٔ مخالفان از طریق موازنهٔ نادرست تقویت شود. اورسکز و کانوی اظهار می‌کنند: «تعداد کمی از مردم می‌توانند تأثیرات منفی و بزرگی داشته باشند، به خصوص اگر سازمان‌یافته، مصمم و دارای قدرت باشند».
نتیجه‌گیری اصلی کتاب این است که اگر نفوذ «کارشناسان مخالف» که به دلایل ایدئولوژیک سعی در تضعیف اعتماد به پایهٔ علمی برای تنظیم مقررات داشتند، وجود نداشت، پیشرفت بیشتری در سیاست‌گذاری حاصل می‌شد. نتیجه‌گیری‌های مشابهی پیش از این، از جمله در مورد فردریک سیتز و ویلیام نیرنبرگ، در کتاب مرثیه‌ای برای یک گونه: چرا ما در برابر حقیقت تغییرات اقلیمی مقاومت می‌کنیم (۲۰۱۰) نوشتهٔ کلایو همیلتون، استاد دانشگاه استرالیایی، به دست آمده بود.

### کتاب‌های دیگر با همین مضمون
- پیروزی شک (۲۰۲۰) اثر دیوید مایکلز
- انکار تغییرات اقلیمی: سرها در برف (۲۰۱۱) نوشتهٔ هایدن واشینگتن و جان کوک
- لاپوشانی تغییرات اقلیمی: جنگ صلیبی برای انکار گرمایش جهانی (۲۰۰۹) نوشتهٔ جیمز هوگان و ریچارد لیتل‌مور
- شک محصول آنهاست: چگونه حملهٔ صنعت به علم سلامت شما را تهدید می‌کند (۲۰۰۸) نوشتهٔ دیوید مایکلز